# Lannaskede gamla kyrka
Lannaskede gamla kyrka är en kyrkobyggnad i Landsbro i Växjö stift. Den är församlingskyrka i Lannaskede församling. Kyrkan ligger 2 km väster om Landsbro samhälle invid vägen till Sävsjö och cirka 17 km väster om centralorten Vetlanda.

## Kyrkobyggnaden

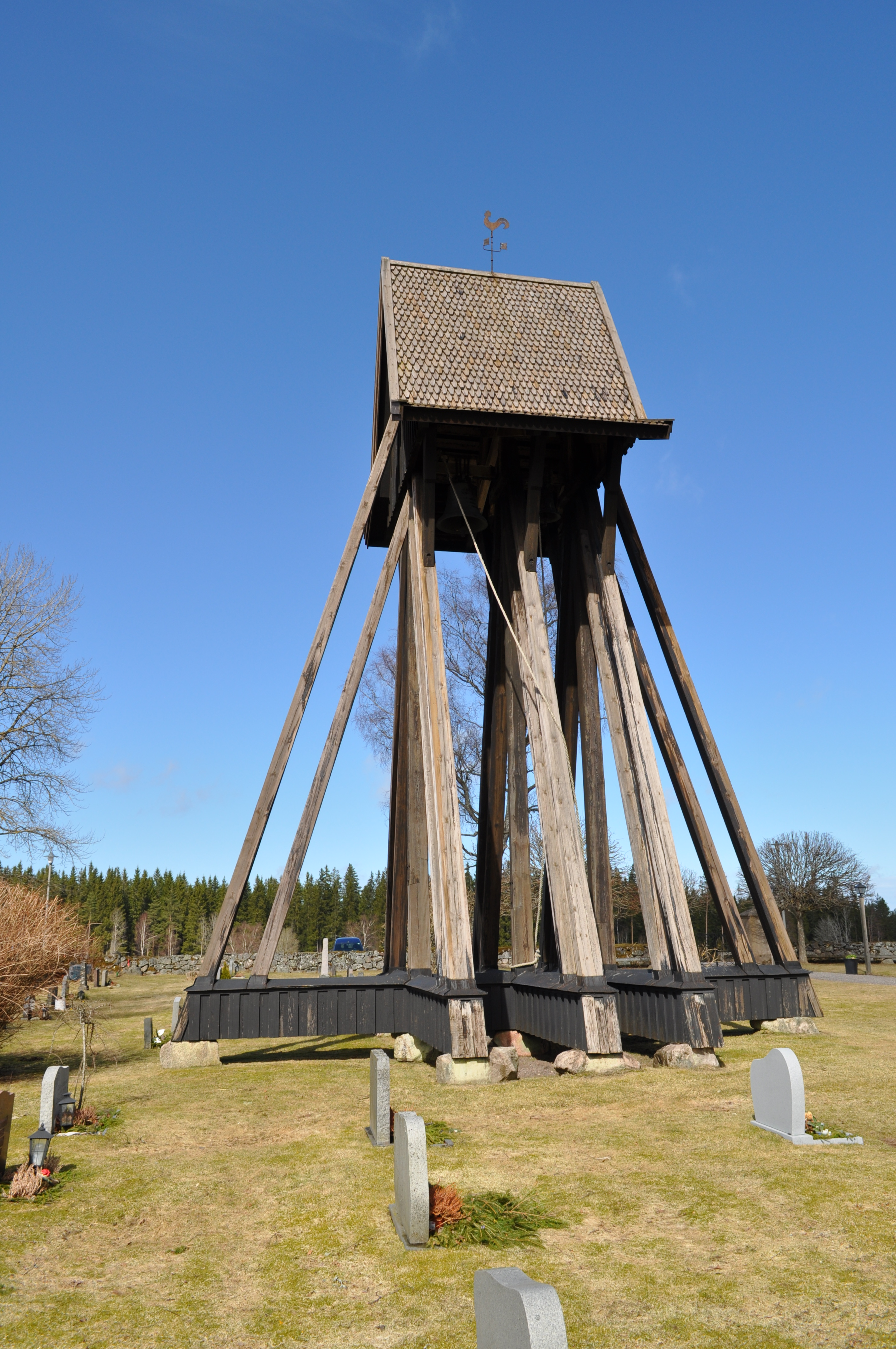
Klockstapeln.

Lannaskede kyrka är en av Sveriges äldsta romanska kyrkobyggnader och är en absidkyrka, som stod färdig omkring år 1150. Den är uppförd i sten och består av ett långhus med kor och absid orienterad åt öster. Vid norra sidan är sakristian tillbyggd under 1700-talet belägen i anslutning till koret. Vapenhuset tillkom under 1600-talet. Lannaskede ligger i det gamla smålandet Njudung och kyrkan tillhör den grupp medeltida kyrkor där som kallas "Njudungskyrkorna". Karaktäristiskt för dessa kyrkor är att de saknar sockel. Själva grunden utgörs av kullerstenar lagda på betryggande djup. Förmodligen är kyrkan byggd av stenarbetare som arbetat med uppförandet av Lunds domkyrka eftersom flera detaljer, framför allt porten med sin kolonnburna baldakin vid den södra väggen, påminner om denna byggnad. Innan sakristian byggdes var södra porten huvudingång till kyrkorummet. Ytterväggarna är dekorerade i renässansstil. Längs taklisten löper en bård med vidhängande tofsar. Kyrkan saknar torn. En mindre klockstapel hade fram till 1880-talet sin plats på taket till vapenhuset. 1937 uppfördes den nuvarande klockstapeln.

## Interiör
I vapenhuset finns ett gravmonument över en storman, en så kallad Eskilstunakista med runor inristade. Monumentet är tillverkat i skiffer och anses härstamma från tiden före nuvarande kyrkas tillkomst. Strax innanför den södra ingången finns vigvattenskålen kvar från tiden då kyrkan byggdes.I absiden är medeltida kalkmålningar från 1200-talet bevarade liksom ett litet medeltida fönster vilket visar hur små de ursprungliga fönstren var i kyrkan. I taket finns intressanta medaljongmålningar utförda 1702 av Johannes Columbus från Karlskrona. I den större medaljongen skildras hur Gud skapar världen. De mindre medaljongerna framställer symboliska motiv, putti, blommor, bibelspråk och Karl XII:s namnchiffer. Medaljongerna omges av akantusrankor. Norra väggen pryds av motiv föreställande Jakobs kamp vid Jabboks vad och Kristi korsfästelse. Altaruppsatsen som omramar östra fönstret i absiden är förfärdigad 1699 av Anders Ekeberg. Överdelen framställer Kristus på korset omgiven av trumpetblåsande putti och gyllene akantusrankor. Två änglar varav den ena bär ett kors flankerar fönstret där ett medeltida krucifix utgör centralpunkten. Predikstolen med ljudtak är tillverkad i mitten av 1600-talet.Den blev prydd med evangelistgestalter av Anders Ekeberg 1699. I koret finns förutom en dopfunt i trä från 1600-talet två brudbänkar tillverkade under 1700-talet. Kyrkans bänkinredning med dörrar dekorerade bl.a. med blomstermotiv härrör från mitten av 1700-talet med undantag av delar av den tidigare bänkinredningen från början av 1600-talet.

## Orgel
I kyrkan finns en av landets äldsta piporglar som fortfarande är i bruk. Det är fråga om ett positiv som troligen har sitt ursprung i 1600-talet. Likt många andra orglar från 15- och 1600-talen har den en s.k. cymbelstjärna, ett slags klockspel.
Kronologi:
- 1734 Förre soldaten, organisten och klockaren Lars Solberg, Norra Sandsjö, (1697-1767), bygger om orgelverket som då fanns i Norra Sandsjö kyrka. Tonomfång: manual C - c³, kort oktav (45 toner). Svarta undertangenter. Alla fasadpipor ljudande.
- 1775 inköps orgeln av Lannaskede församling för 75 daler silvermynt, där den uppsätts av orgelbyggaren Lars Strömblad, Ödeshög, (1743-1807). Han sätter även in en delad trumpetstämma.
- Troligen 1786 förser organisten Imanuel Aschling, Lannaskede, orgeln med bihangspedal C - g, kort oktav (16 toner).
- 1845 renovering av Johannes Magnusson, Nässja, Lemnhult, som bl.a. bygger ut manualklaveret till f³ och kompletterar den korta oktaven.
- 1952 restaureras positivet av Bröderna Moberg, Sandviken. Härvid återställs bl.a. det ursprungliga tonomfånget och den oliksvävande temperaturen samt rekonstrueras cymbelstjärnan och tremulanten. Alla fasadpipor är ljudande (Principal 4' och del av Kvinta 2 2/3'). Tonhöjd: korton.
- 1967: Skandinavisk orgelservice, Hovmantorp, gör ren orgeln och stämmer om orgelns tidigare återställda oliksvävande temperatur till liksvävande.
- 2016: Renovering av orgeln görs av Bergenblad & Jonsson Orgelbyggeri AB i Nye.

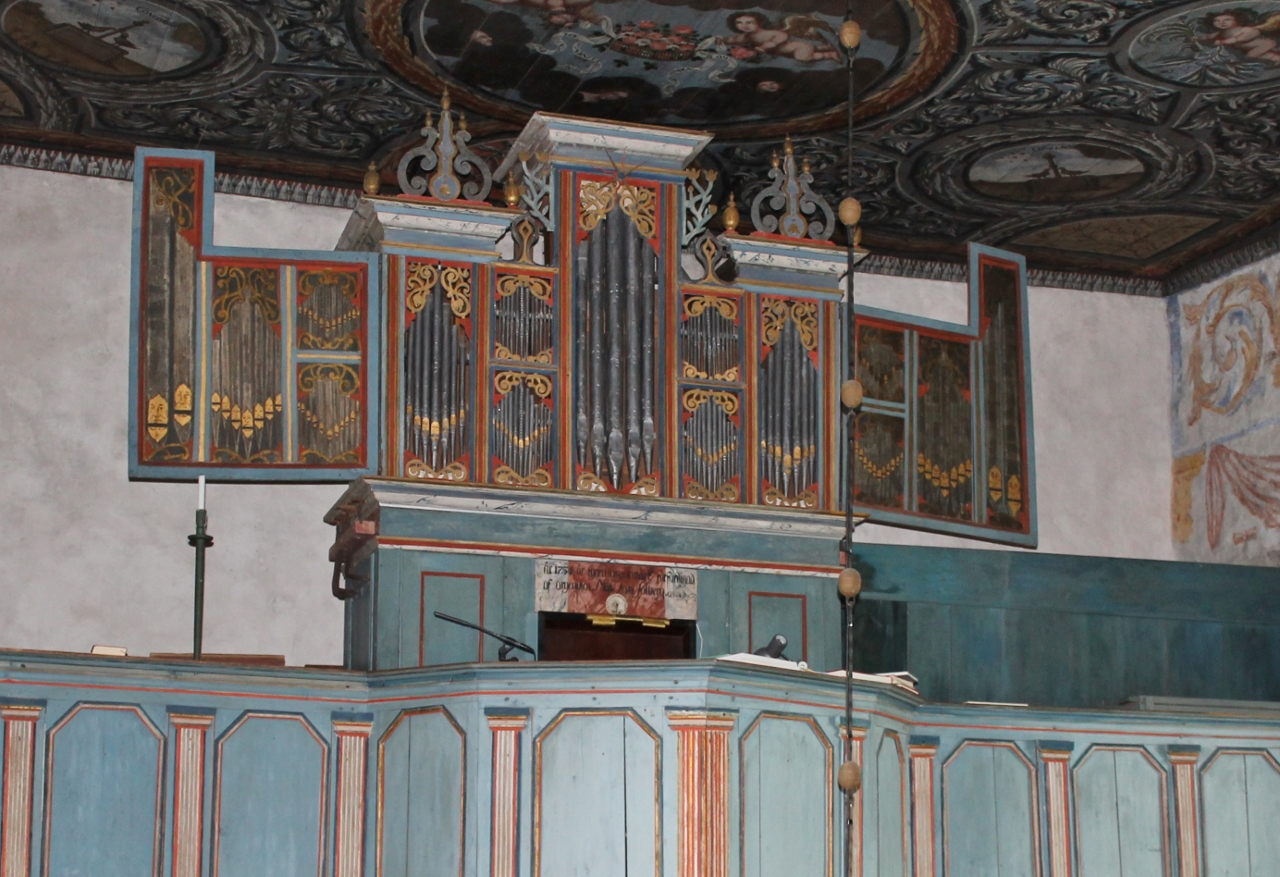
1600-tals orgeln.

| Manual C, D, E, F, G, A-c³     | Pedal C, D, E, F, G, A-g° |
| Gedackt 8'                     | bihängd (1786?)           |
| Principal 4' (fasad)           |                           |
| Fleut 4'                       |                           |
| Fleut Douse 4'                 |                           |
| Qvinta 3' (eg. 2 2/3') (fasad) |                           |
| Ocktava 2'                     |                           |
| Kortfleut 2'                   |                           |
| Super Qvint 1 1/3'             |                           |
| Superoctav 1'                  |                           |
| Trumpet 8', B/D (1775)         |                           |
| Cymbelstjärna (1952)           |                           |
| Tremulant (1952)               |                           |

### Diskografi
- Historische Orgeln Schweden / Frieberger, Rupert G, orgel. LP. Christophorus : SCGLX 73 958. 1981.

## Bilder

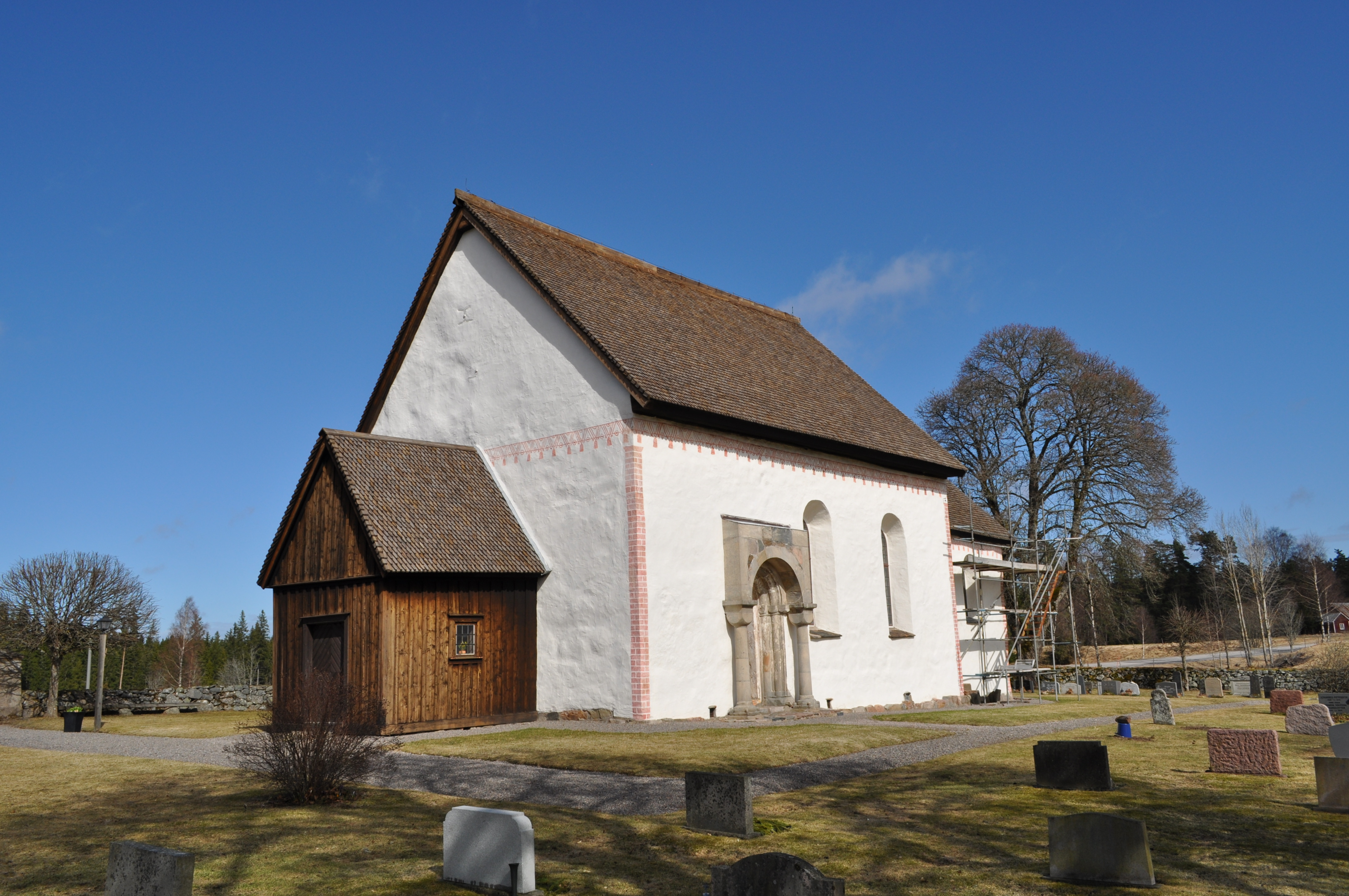
Kyrkan från sydväst.
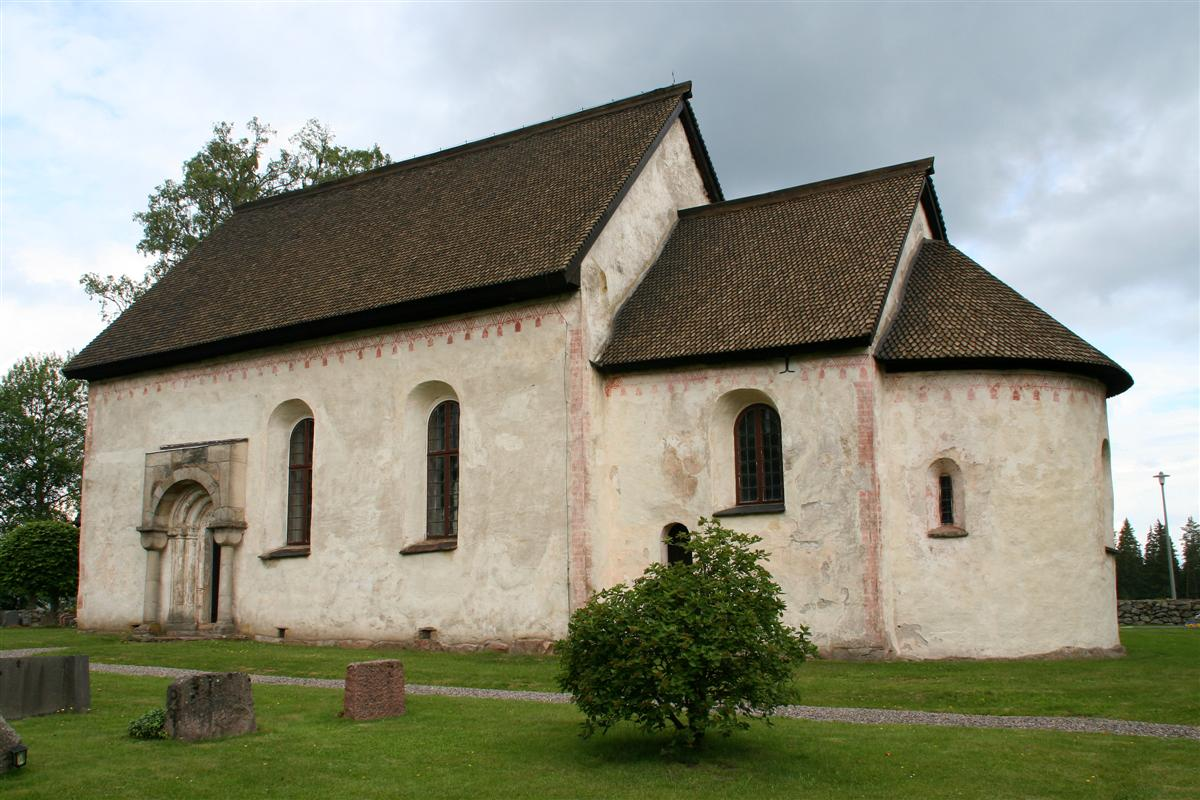
Exteriör med kor och absid sedd från sydöst.
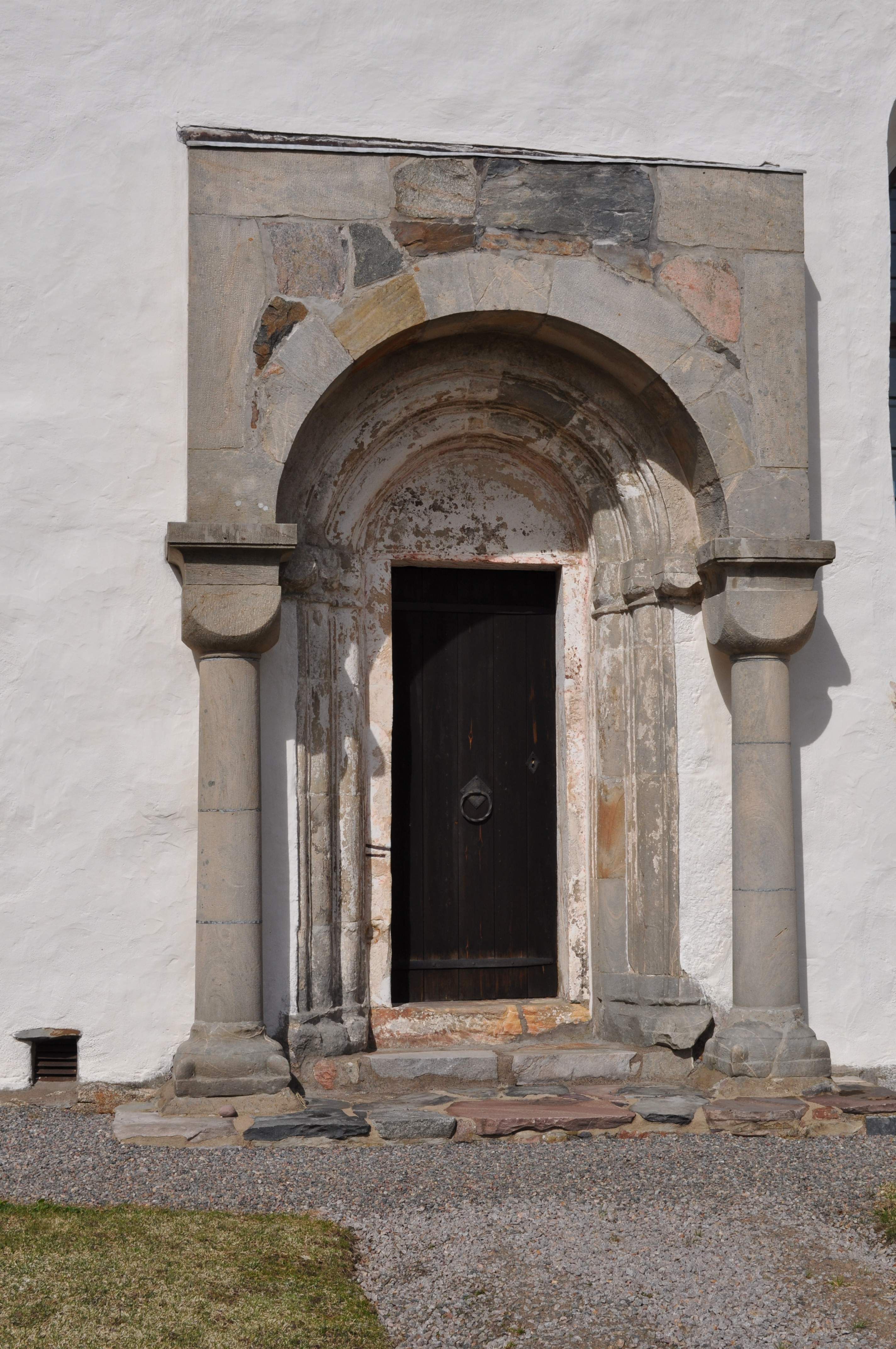
Mot söder den kolonnburna baldakinen.
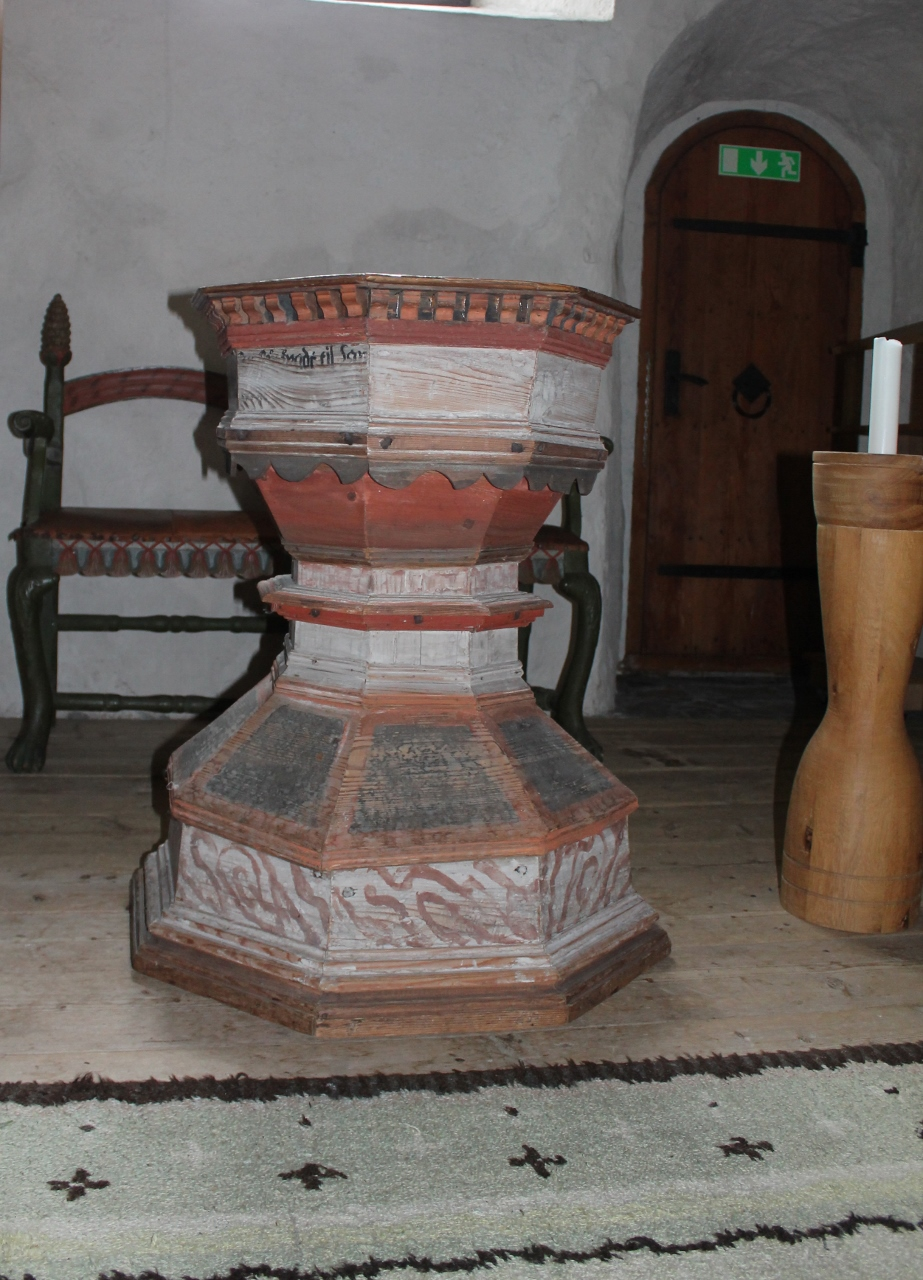
Dopfunten med brudstolen i bakgrunden.
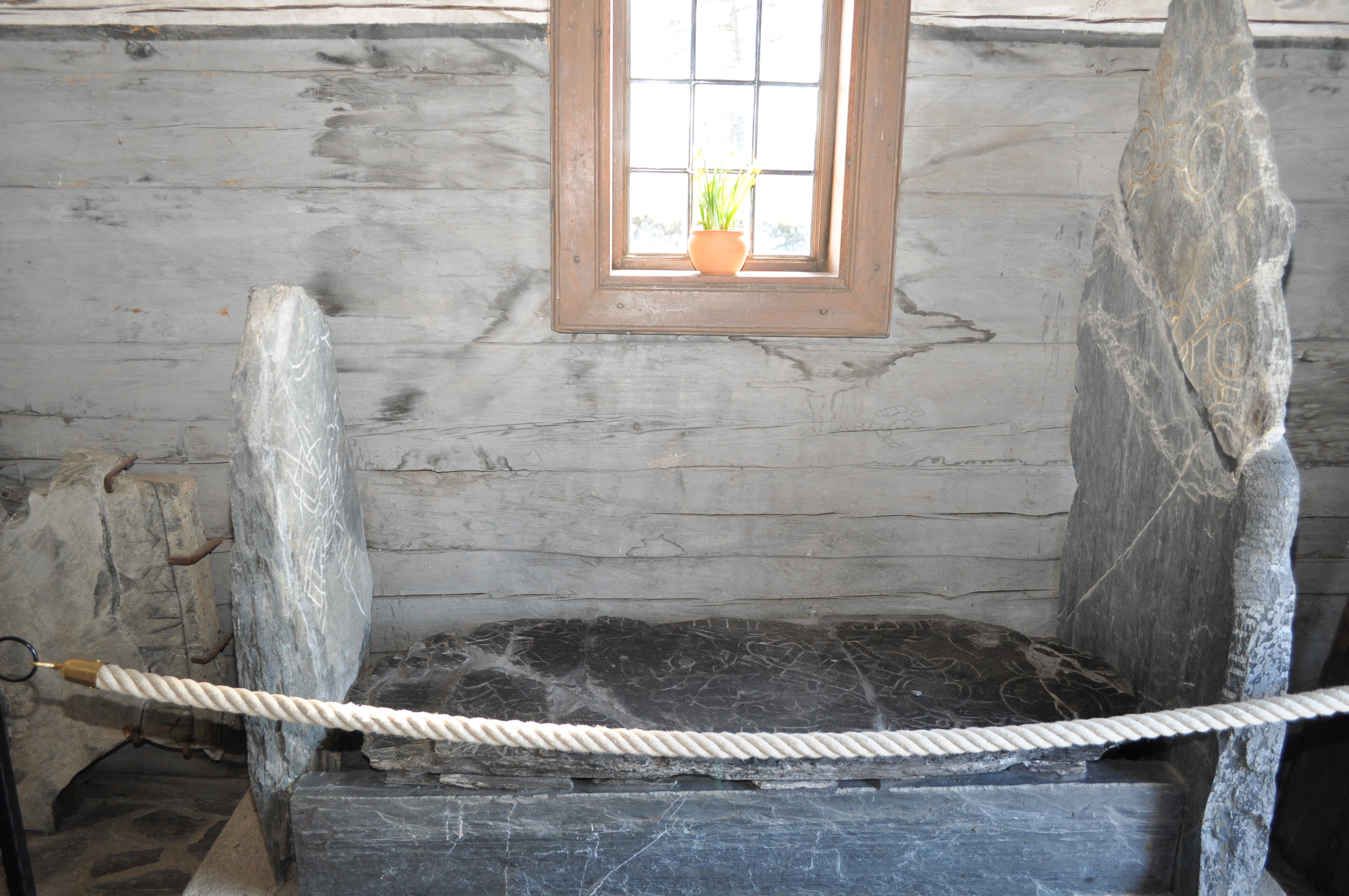
Hällkista eller stormansgrav.
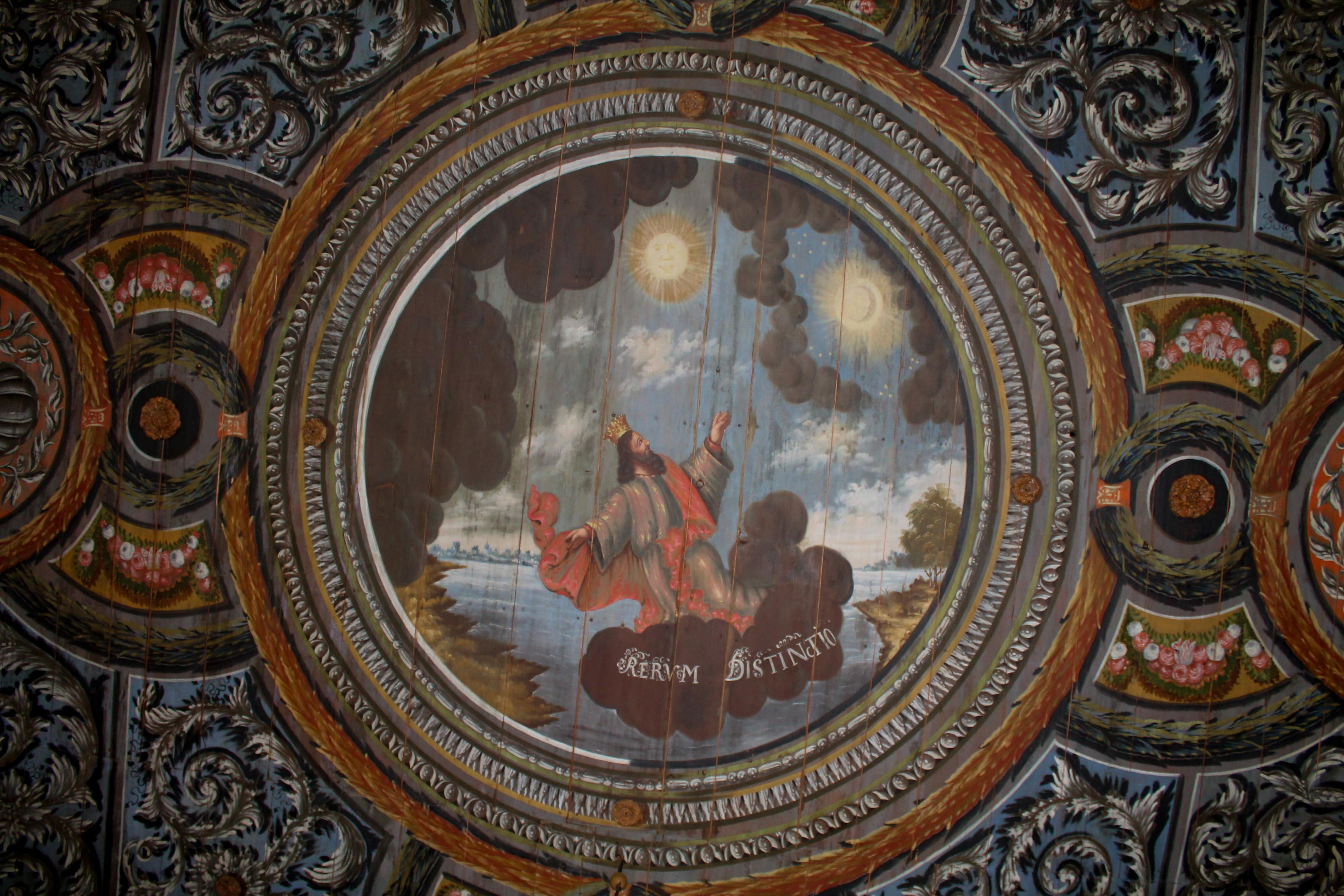
Medaljongmålning från 1702.
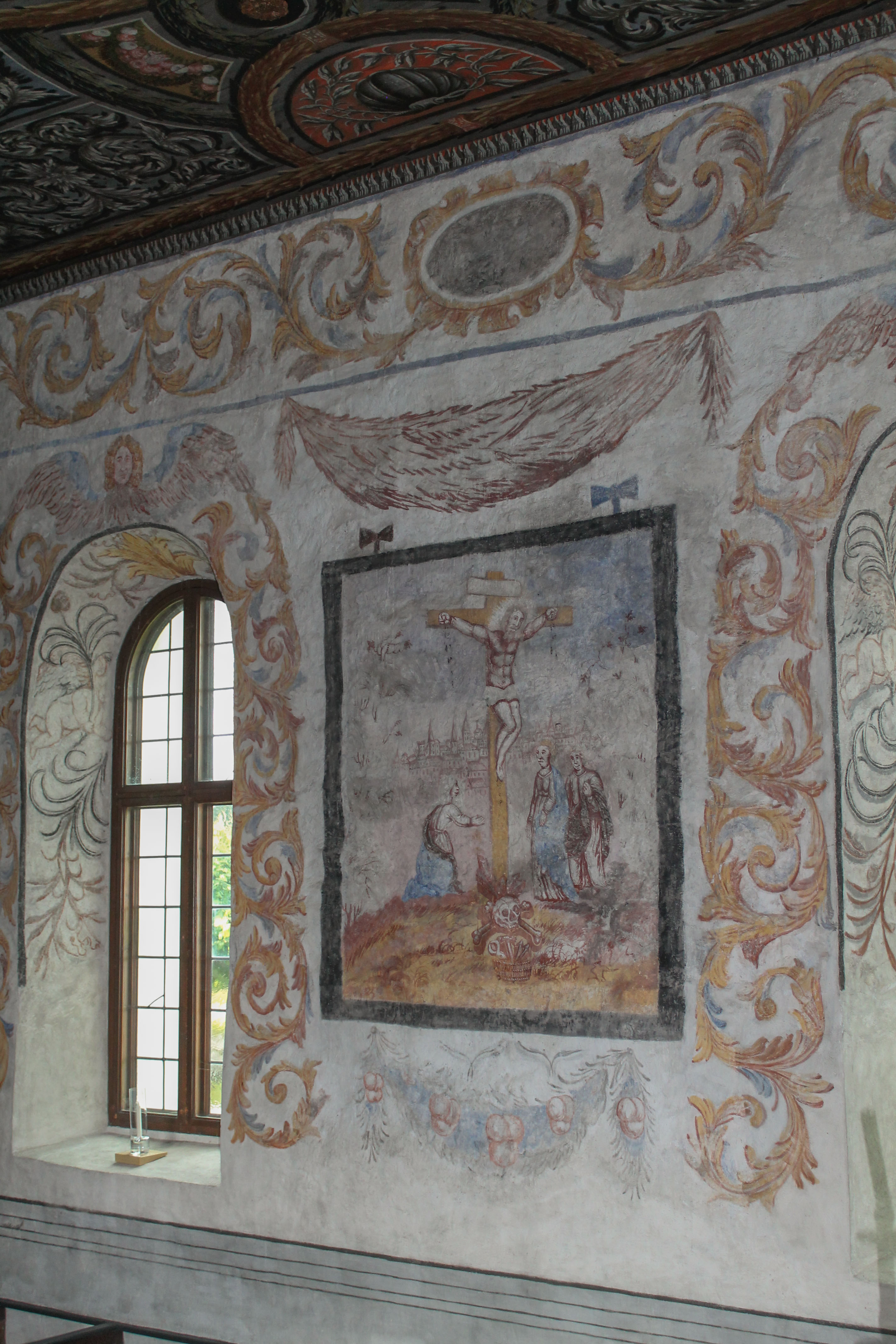
Kalkmålning: Korsfästelsen.
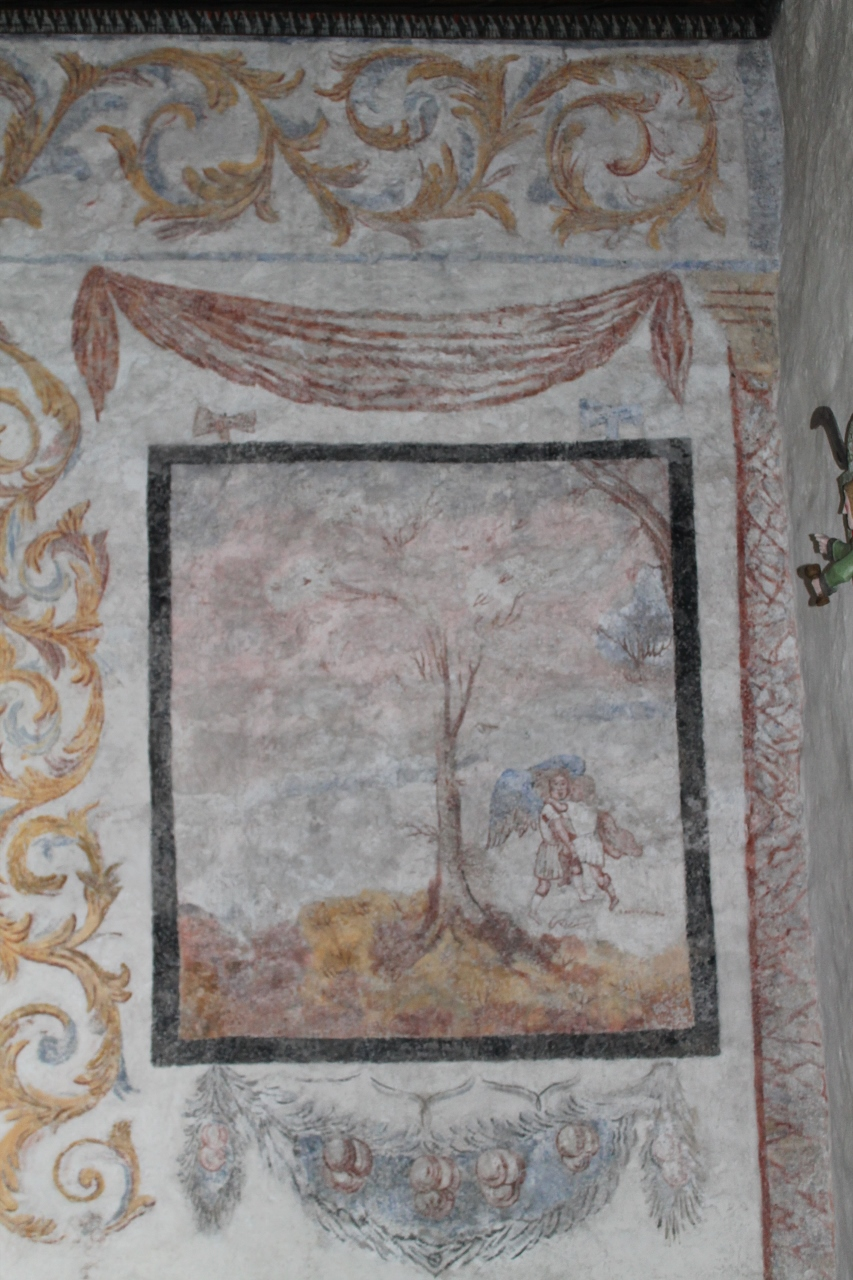
Jakobs kamp vid Jabboks vad. Målning på norra väggen.
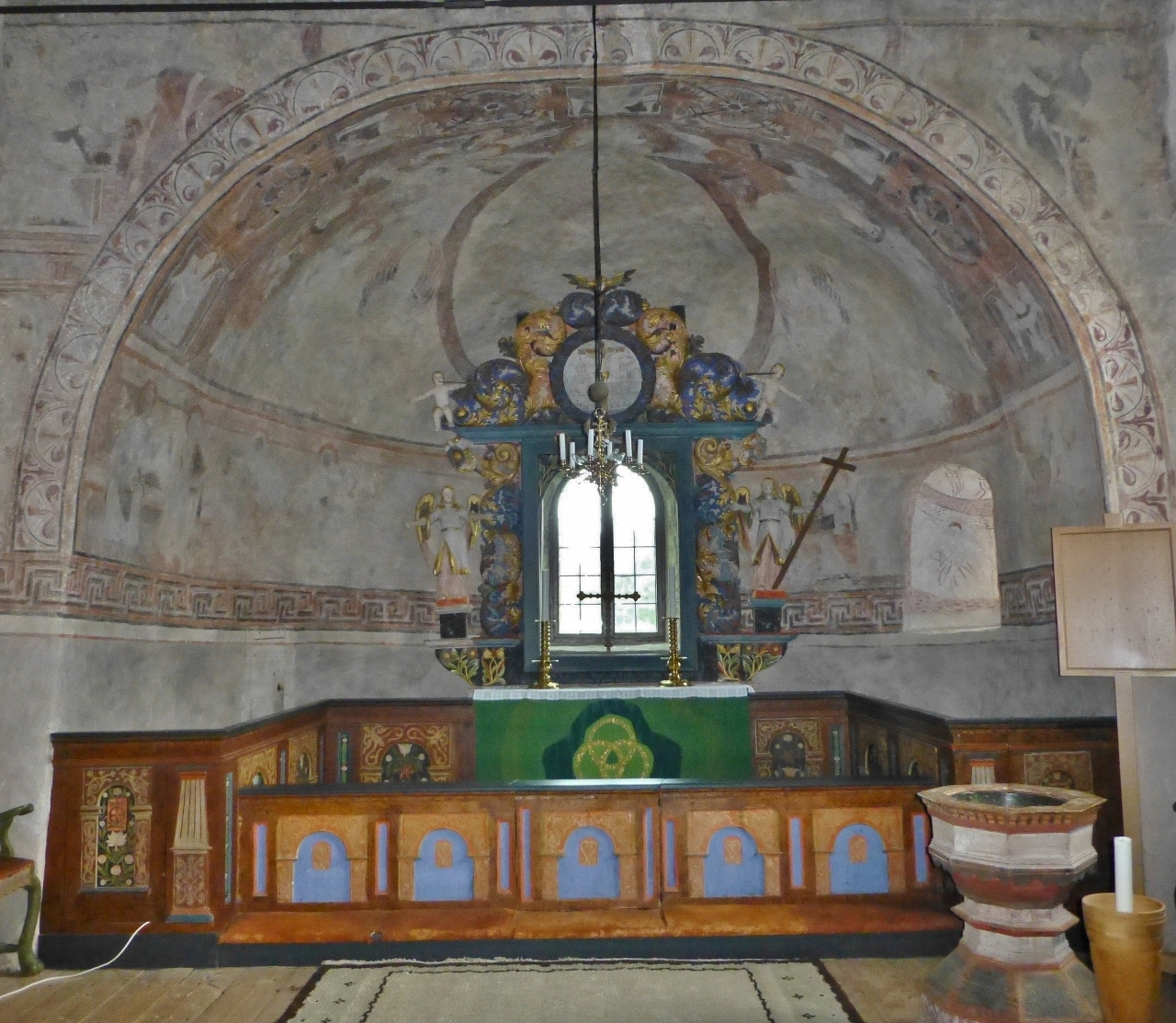
Absiden med medeltida målningsskrud.
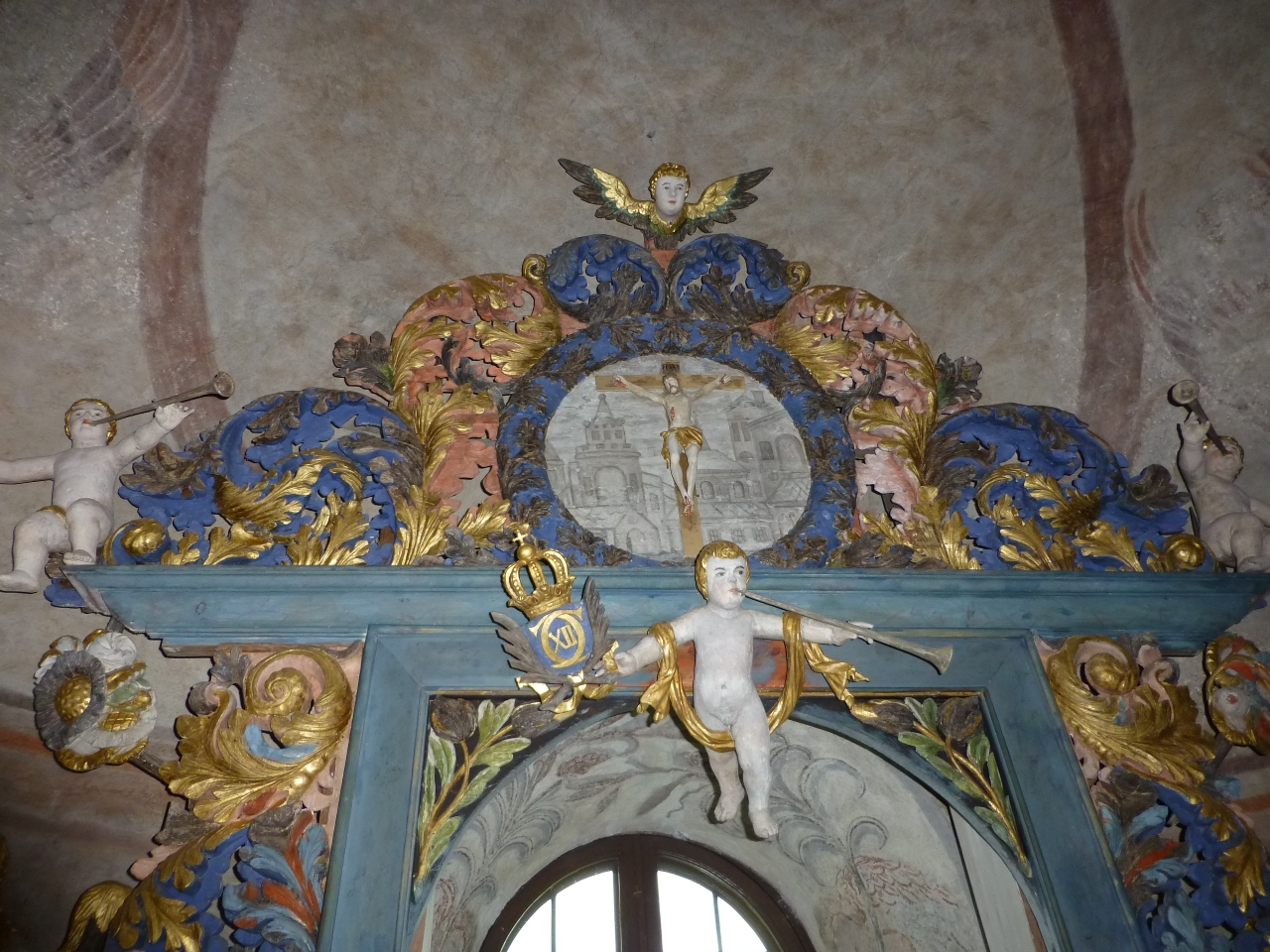
Altaruppsatsens krön med trumpetande putti och akantusrankor som omger bild med Kristus på korset.
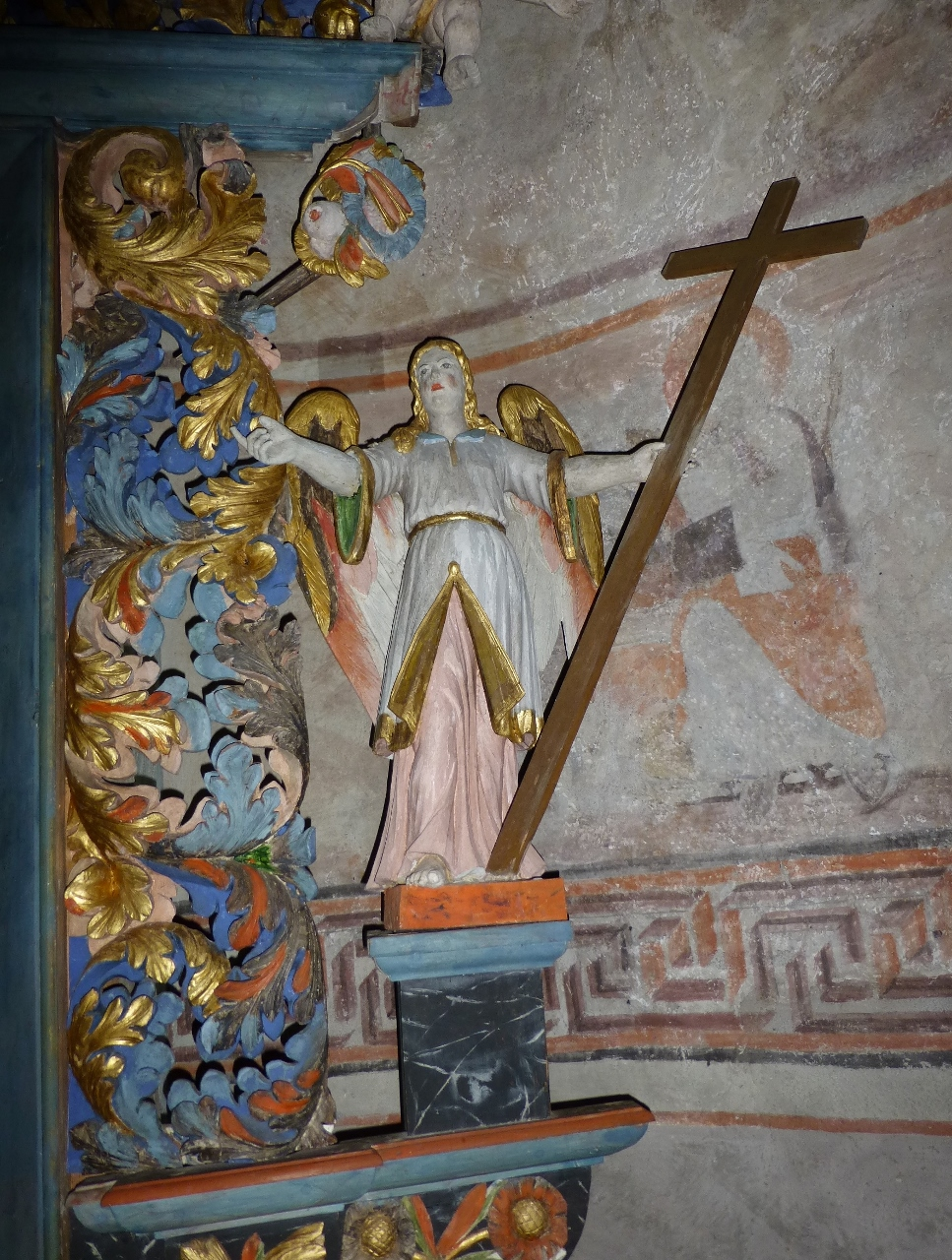
Ängel med kors.
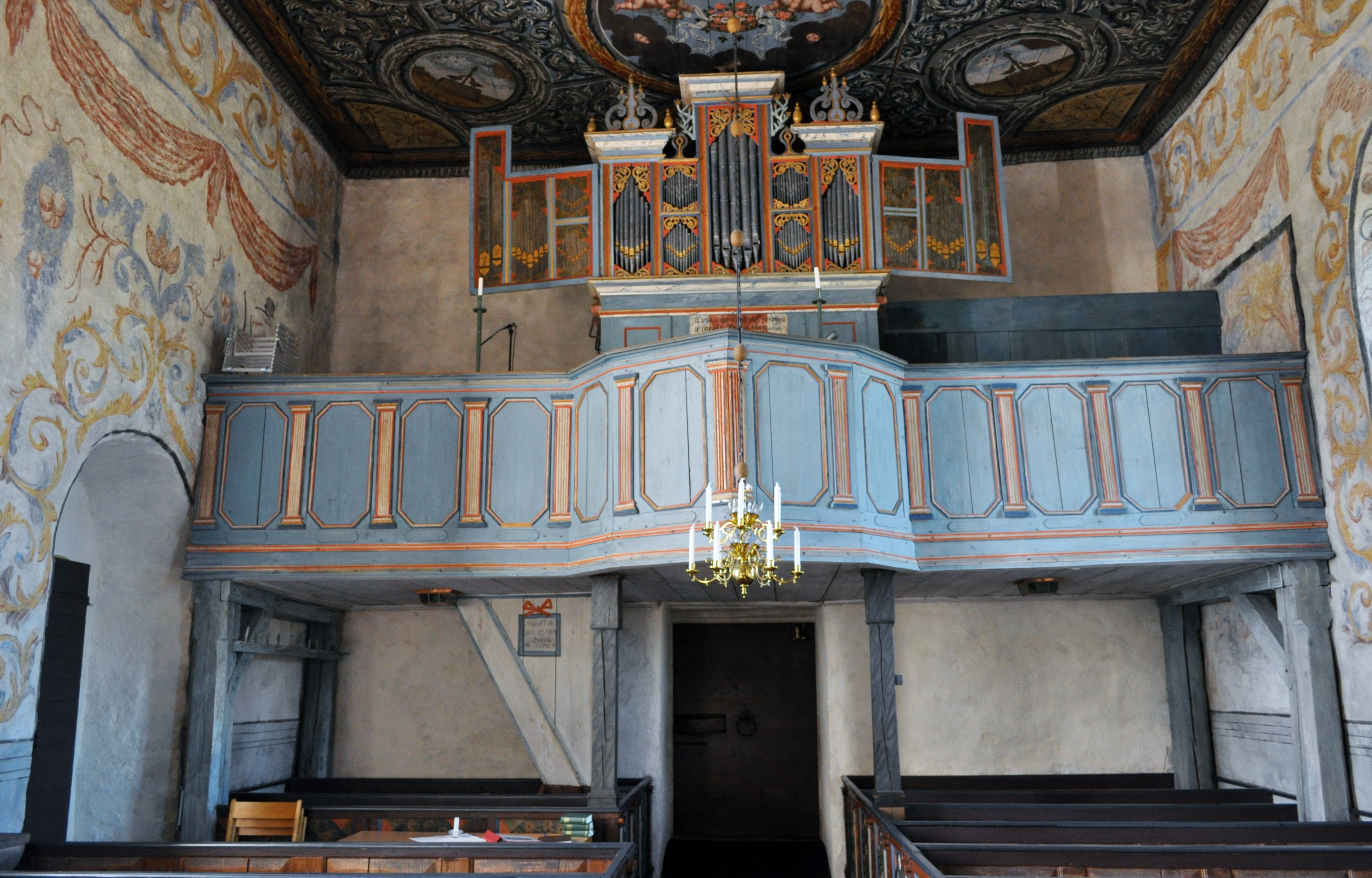
Läktaren med orgeln som är en av landets äldsta i bruk.
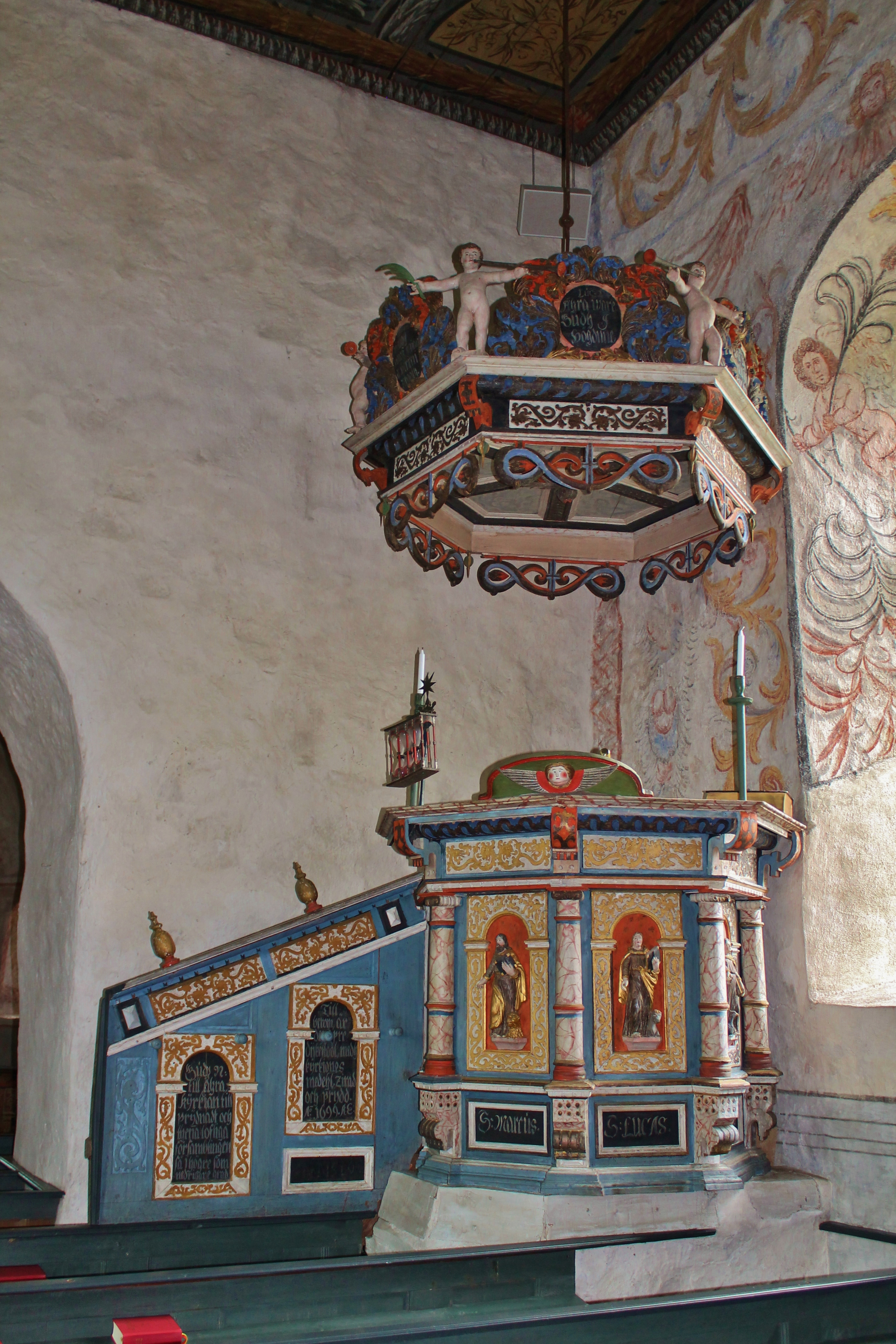
Predikstolen från 1600-talet.